# François Robert Bacqué
Mons. François Robert Bacqué (2. září 1936 Bordeaux – 9. listopadu 2023 Řím) byl francouzský katolický duchovní, arcibiskup a emeritní apoštolský nuncius Nizozemska.

## Stručný životopis
Narodil se 2. září 1936 v Bordeaux. Na kněze byl vysvěcen 1. října 1966 pro arcidiecézi Bordeaux arcibiskup Paulem-Marie-André Richaudem. O několik let později 17. června 1988 ho papež Jan Pavel II. jmenoval apoštolským pro-nunciem Srí Lanky a titulárním arcibiskupem gradiským. Biskupské svěcení přijal 3. září 1988 z rukou Agostina Casaroliho a spolusvětiteli byli Marius-Félix-Antoine Maziers a Thierry Romain Camille Jordan. Funkci apoštolského pro-nuncia vykonával do 7. června 1994 kdy byl ustanoven apoštolským nunciem Dominikánské republiky. Dne 27. února 2001 byl zvolen apoštolským nunciem v Nizozemsku. Tento úřad ukončil 25. prosince 2011. Zemřel 9. listopadu 2023 v Římě ve věku 87 let.

## Vyznamenání
| Stát                   | Stuha | Název                                              | Datum udělení     |
| ---------------------- | ----- | -------------------------------------------------- | ----------------- |
| Dánsko                 |       | Komandér Řádu Dannebrog                            |                   |
| Dominikánská republika |       | Velkokříž Řádu za zásluhy Duarta, Sanchéze a Melly |                   |
| Francie                |       | Důstojník Řádu čestné legie                        |                   |
| Chile                  |       | Komtur Řádu za zásluhy                             |                   |
| Nizozemsko             |       | Velkokříž Řádu dynastie Oranžsko-Nasavské          | 13. prosince 2011 |
| Portugalsko            |       | Komtur Řádu Kristova                               | 2. září 1983      |
| Portugalsko            |       | Velkodůstojník Řádu prince Jindřicha               | 5. září 1985      |